# カトリーナ・ライフォード
カトリーナ・ライフォード（Catrina Raiford）は、かつて世界一重い女性と言われたアメリカ人女性で、157cmの身長に433kgの体重があった  。
14歳の時、彼女の体重は230キロ近くあった。家族は彼女を8ヶ月間精神科に入院させた。大人になってもライフォードは体重を増やし続けた。感情的な問題に対処できず、ついには職を失い、母親のもとに戻った。
ライフォードは体重が半分になる前に、「ハーフ・トン・ウーマン」として知られるようになった。2003年12月、彼女は呼吸困難のために助けを求めた後、ブルドーザーで（自宅から）運び出される羽目になった。それまで5年間、彼女は寝たきりだった。
ライフォードは140kg近く痩せるのに3年かかった。2005年の達成後、彼女は胃バイパス手術を受ける資格を得て、合計230kg近くの減量に成功した。